# Szívverés (dal)
A Candlelight című dal (magyar címe: Szívverés) képviselte Magyarországot a 2008-as Eurovíziós Dalfesztiválon Belgrádban, melyet Csézy adott elő angol illetve magyar nyelven. A dal magyar szövegét Jánosi szerezte, míg az angol nyelvűt Mózsik Imre jegyzi.
A dalt a 2008. február 8-án tartott nemzeti döntőn egy négytagű zsűri, illetve telefonos szavazás választotta ki.
A dal, mely egy ballada a szerelemről, Rakonczai Viktor szerzeménye, aki a V.I.P. nevű fiúegyüttes tagjaként már maga is részt vett az Eurovíziós Dalfesztiválon: 1997-ben a tizenkettedik helyen végeztek.
Az elődöntők felosztása értelmében Magyarország a második elődöntőben kapott helyet. A május 22-i elődöntőben a fellépési sorrendben tizenötödikként adták elő, a grúz Diana Gurtskaya Peace Will Come című dala után, és a máltai Morena Vodka című dala előtt. A szavazás során hat pontot szerzett, mely az utolsó helyet jelentette a tizenkilenc fős mezőnyben, így nem jutott tovább a döntőbe. Ez az egyedüli dal Magyarország eurovíziós történetében, mely az utolsó helyen végzett.
A következő magyar induló Ádok Zoli Dance with Me című dala volt a 2009-es versenyen.